# Philip Henningsson
Philip Henningsson (Hörby, 14 de junio de 1995) es un jugador de balonmano sueco que juega de lateral izquierdo en el IFK Kristianstad. Es internacional con la selección de balonmano de Suecia.
Con la selección ganó la medalla de plata en el Campeonato Europeo de Balonmano Masculino de 2018.

## Palmarés

### Selección nacional
| Campeonato Europeo | Campeonato Europeo | Campeonato Europeo | Campeonato Europeo |
| Año                | Lugar              | Medalla            |                    |
| ------------------ | ------------------ | ------------------ | ------------------ |
| 2018               | Croacia            | Medalla de plata   |                    |

### Kristianstad
- Liga sueca de balonmano masculino (3): 2017, 2018, 2023

## Clubes
- IFK Kristianstad (2016-2020)
- HSG Wetzlar (2020-2021)
- IFK Kristianstad (2021- )